# Eriococcus tucurincae
Eriococcus tucurincae är en insektsart som beskrevs av Robert Malcolm Laing 1929. Eriococcus tucurincae ingår i släktet Eriococcus och familjen filtsköldlöss.
Artens utbredningsområde är Colombia. Inga underarter finns listade i Catalogue of Life.